# Đối xứng trong sinh học

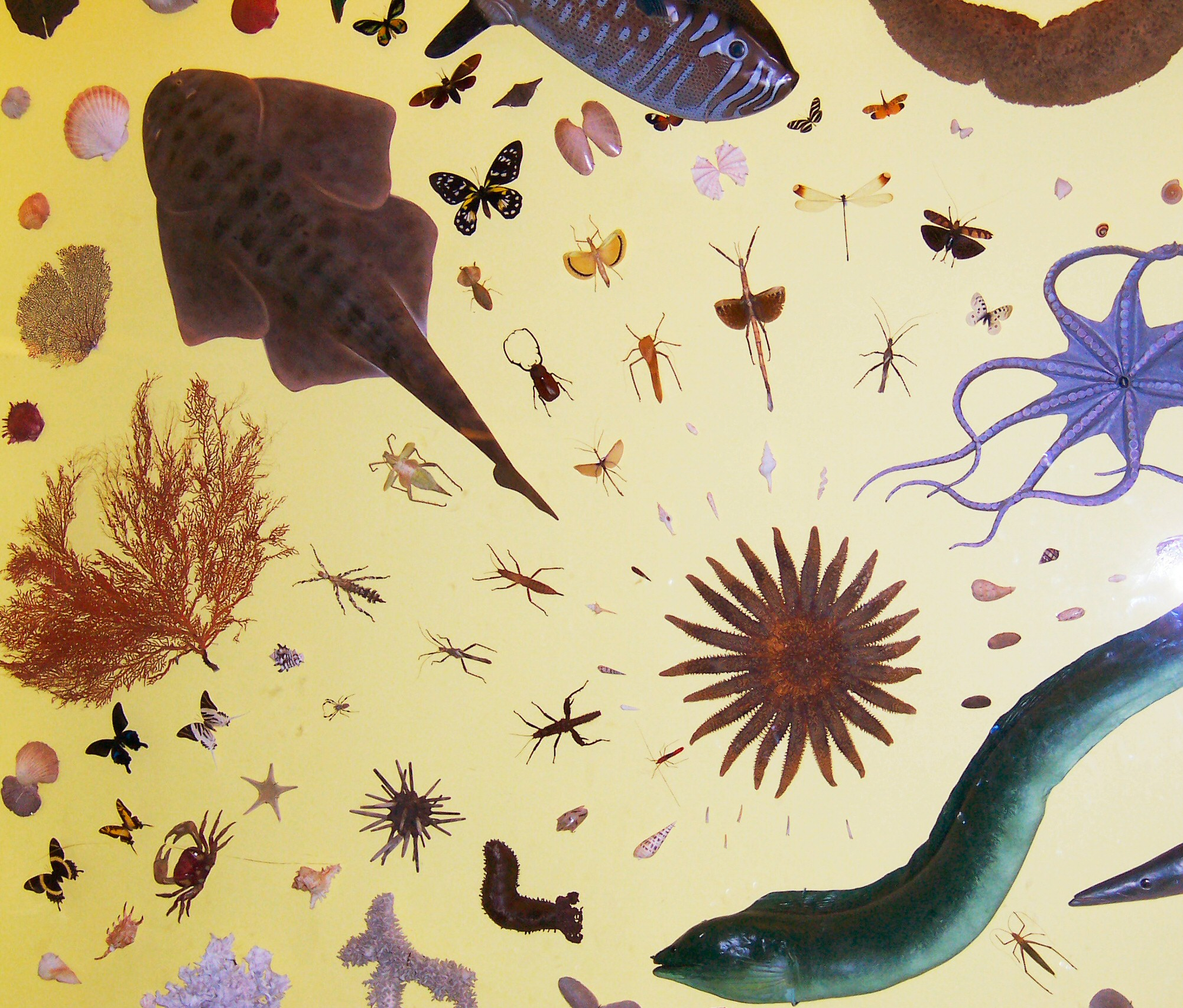
Một số động vật biểu lộ tính cân đối, bao gồm cả cấu trúc cơ thể bất đối xứng, xuyên tâm và song phương.

Đối xứng trong sinh học là sự cân bằng trong việc phân phối các bộ phận, họa tiết trên một cơ thể sinh vật khi những thứ đó có nhiều hơn một. Trong thiên nhiên và sinh học, đối xứng luôn là ước chừng: ví dụ như lá cây, được coi là đối xứng, lại hiếm khi ăn khớp khi gấp đôi. Đối xứng chỉ tạo ra một mảng các họa tiết trong tự nhiên, khi sự lặp lại của các yếu tố hoa văn được hình thành qua phép chiếu hoặc quay. Những cấu trúc cơ thể của hầu hết sinh vật đa bào biểu hiện một số hình thức của đối xứng, có thể là xuyên tâm, song phương, hay giống hình cầu. Một thiểu số loài, đặc biệt là bọt biển, không hề biểu hiện sự đối xứng (tức là bất đối xứng), hoặc một số loài động vật phân bố một số bộ phận bị lệch giữa các bên cơ thể (ví dụ như cá thờn bơn).